# Javaormbunke
Javaormbunke, Microsorium pteropus, är en vattenlevande ormbunke från Sydostasien, ofta från området kring den indonesiska ön Java, men även kringliggande öar. Javaormbunken trivs i tropisk miljö och finns i flera olika sorter med variation på form och bladstorlek. I naturen binder den oftast fast sina rötter kring stenar och andra växtrötter.
Javaormbunken är vanlig som akvarieväxt, då flertalet fiskarter dels tycker om att gömma sig bland dess blad och framför allt är växten tålig, vilket gör att fiskarna har svårt att äta av dem och gräva upp rötterna. Detta innebär att javaormbunken lämpar sig väl i ciklidakvarier, då ciklider ofta äter av växterna och rycker upp dem ur sanden. I akvarier kan de bli upp till tjugo centimeter höga och trivs i vattentemperaturer mellan 20 och 28 celsiusgrader, samt pH-värde på 5,5 till 7,5.